# Челлини, Джузеппе
Джузеппе Челлини (итал. Giuseppe Cellini; 9 декабря 1855, Рим — 29 апреля 1940, Рим) — итальянский живописец и художник-декоратор.

## Жизнь и творчество
Джузеппе родился в Риме 9 декабря 1855 года в семье Аннибале, художника-миниатюриста, и Аделаиды Северини, дочери архитектора Валентино. Оставшись сиротой, он поступил в колледж Санта-Мария-ин-Акиро. Расходы на образование детей-сирот Челлини взяла на себя семья Массимо. Окончив Академию изящных искусств в Риме, в 1875 году Джузепе стал преподавать рисование в техническом училище. С 1878 по 1880 год он стажировался в «Музее промышленных искусств» (Museo artistico industriale). Он также проявил интерес к живописи эпохи Возрождения, графике и декоративному искусству. Художник Нино (Джованни) Коста увлёк Челлини идеями подлинно актуального искусства, отражающего события действительной жизни. Эта программа нашла отражение в организованном Костой в 1875 году «Золотом клубе» (Golden Club; группа просуществовала два года), и в 1878 году, художественной группе «Круг итальянцев» (Circolo degli Italiani).
В 1886 году в Риме Нино Коста и Джулио Аристид Сарторио организовали ассоциацию «In arte libertas» (В свободе искусства). Они собрали группу художников, которые хотели преодолеть узкие места салонной живописи и прийти к более свободному изображению природы. Художники писали сельские виды непосредственно с натуры, а не в мастерской, как было принято в академическом искусстве. Они приветствовали живопись художников маккьяйоли. Художники встречались в Риме, в «Кафе Греко» (Antico Caffè Greco) на Виа деи Кондотти, 86, недалеко от Пьяцца ди Спанья. Кафе было местом общения римских интеллектуалов и художников.
С 1881 года Джузеппе Челлини сотрудничал с редакцией литературно-художественного журнала «Cronaca bizantina», которым с 1881 по 1885 год руководил Анджело Соммаруга, а затем Д’Аннунцио. Он создал фризы в стиле эпохи Возрождения, знаки зодиака и «Грации в византийских одеждах» Новой хроники (по определению Д’Аннунцио). В 1882 году он написал портрет Эмилии Одескальки, а в 1883 году написал четыре медальона в одной из комнат дворца Одескальки в Прати.
Как живописец-декоратор, он создавал изысканные образы в стиле «либерти» (итальянского модерна) с изящно стилизованными орнаментальными обрамлениями. Приглашённый Альфонсо Де Бозисом к сотрудничеству с Convitto, он разработал обложку первого тома 1895 года, интерпретировав инициалы и фризы древних рукописей в современном стиле. Он иллюстрировал перевод Де Бозисом романа П. Б. Шелли «Ченчи» 1898 года. Джузеппе Челлини оформлял интерьеры многих дворцов и загородных вилл. Он создал экслибрисы для римских семей Примоли, Дориа, Одескальки; он разработал первые почтовые марки для короля Виктора Эммануила III и серию к шестисотлетию со дня смерти Данте. В 1888 году он руководил украшением Виа Национале к визиту в Рим германского императора Вильгельма II. Он разрабатывал рисунки тканей, лепных орнаментов в архитектуре и предметов, которые его брат Пио Челлини часто изготавливал из серебра или других металлов.
Челлини делил мастерскую на набережной Рипетта с художником П. Жиро. Он женился на Елене Орсини, которая подарила ему мирную супружескую жизнь и шестерых детей. Ему было поручено украсить интерьер палаццо и Галереи Шьярра, которые князь Маффео Барберини Колонна ди Шьярра, VIII князь Карбоньяно, преобразовал по проекту архитектора Джулио Де Анджелиса. Челлини создал как внутреннее убранство — двери с гротесками и мифологическими сценами, камин в стиле неоклассицизма, — так и фрески галереи. Вместе с Джулио Сальвадори он разработал иконографическую программу для росписи стен галереи, превозносящую традиционные женские добродетели. В верхнем регистре в технике энкаустики он написал сцены и фигуры, олицетворяющим женские добродетели: «Скромная», «Трезвая», «Сильная», «Смиренная», «Благоразумная», «Терпеливая», «Милая», «Госпожа», «Верная», «Любезная», «Милосердная», «Справедливая». В другой повествовательной линии картин мы находим сцены из жизни буржуазии того времени: садоводство, домашний обед, музыкальные упражнения, благотворительные дела и галантные беседы.
Встреча художника с Габриэле д’Аннунцио и группой «In arte libertas», основанной в 1886 году, породила идею издания «Еditio picta» — иллюстрированного тома, который в современном стиле возрождает древний союз иллюстрации и текста, по программе, схожей с деятельностью Уильяма Морриса и Бёрн-Джонса в Лондоне. Джузеппе пригласил для совместной работы над иллюстрациями Джулио Аристида Сарторио, Энрико Коулмана, Онорато Карланди и Винченцо Кабьянку. В 1895 году он оформил обложку для «Allegoria d’Autunno», в 1902 году — аллегории для первых двух томов «Laudi», а в 1909 году — обложку с лабиринтом для издания «Может быть да, а может быть и нет» (Forse che sì forse che no).
В 1889 году Джузеппе Челлини переехал в Португалию. В Лиссабоне он преподавал в Школе изящных искусств; в Порту — в Школе прикладных искусств Дона Энрике. По возвращении в Италию в 1892 году, преподавал в Модене, затем в Неаполе. В 1894 году в Риме Челлини преподавал в Академии изящных искусств. Он присоединился к ассоциации «XXV della Campagna Romana», основанной 24 мая 1904 года как продолжение группы «In arte libertas». Челлини выставлял свои работы на Венецианской биеннале в 1901 и 1905 годах, а также на 1-й Римской биеннале в 1921 году. В 1916 году он начал расписывать купол церкви Санта-Роза в Витербо, а в 1918 году завершил росписи парадных залов Министерства сельского хозяйства, промышленности и торговли аллегориями торговли и промышленности, фризами с изображением пшеницы, винограда, яблок и оливковых деревьев.
С 1906 года Джузеппе Челлини был членом Академии Святого Луки, а в 1925 году он был принят в члены Академии виртуозов Пантеона.

## Галерея
- Габриэле д’Аннунцио. Изотта Гуттадауро. Иллюстрации. 1886
- Вилла Бланка. Интерьер. Рим
- Росписи галереи Шьярра. Деталь. 1888. Рим